# فرانش تك

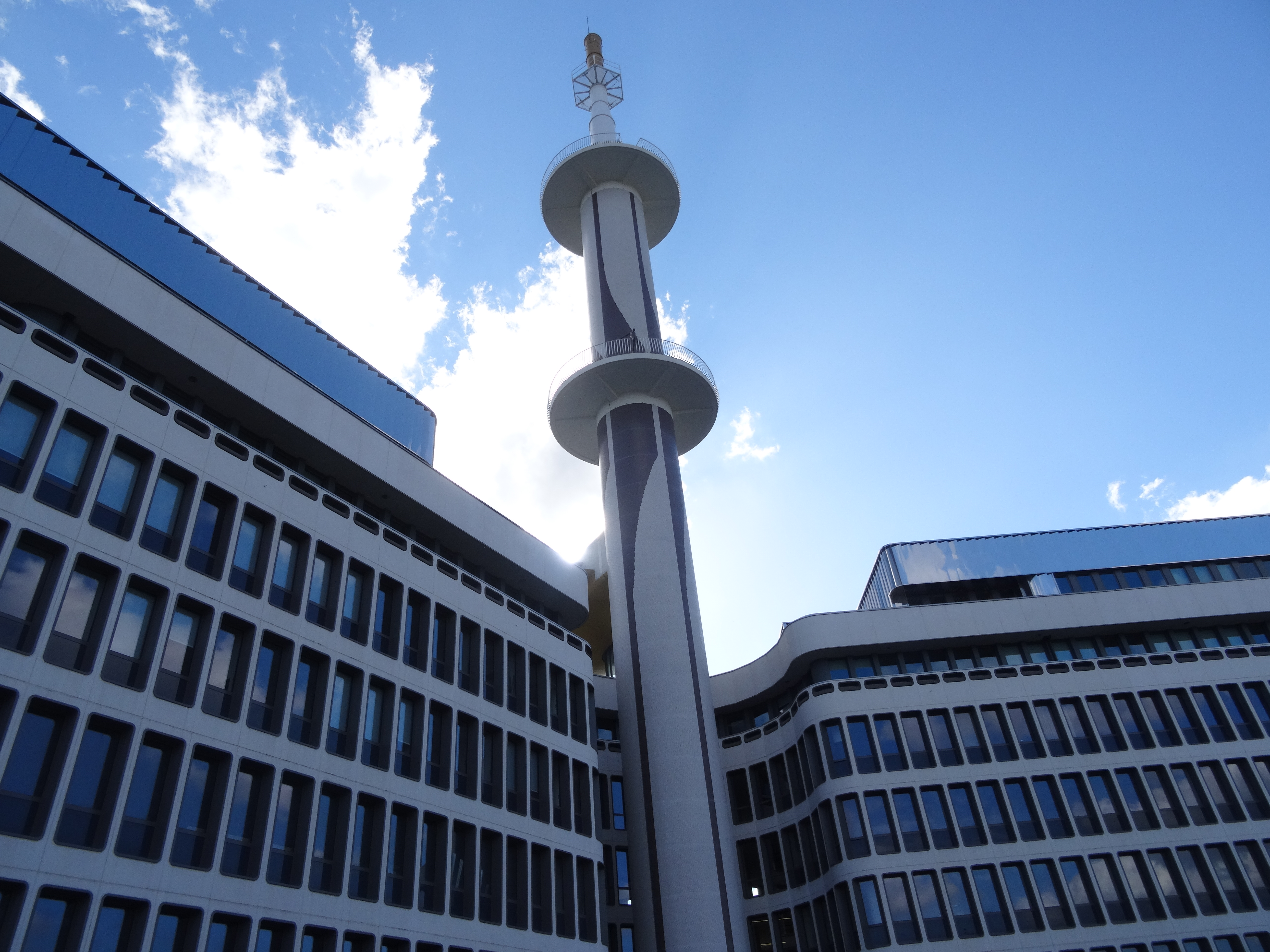
Le Mabilay, HQ of the فرانش تك Rennes Saint-Malo

تُعد فرانش تك French Tech اعتمادًا يُمنح للمدن الفرنسية المعترف بها لنظامها الإيكولوجي لبدء التشغيل. وهو أيضًا اسم تستخدمه الشركات الفرنسية المبتكرة تقنيًا في جميع أنحاء العالم.
واقتناعا منها بضرورة تعزيز ظهور الشركات الناشئة الناجحة في فرنسا لتوليد القيمة الاقتصادية وفرص العمل، أنشأت الحكومة الفرنسية مبادرة فرانش تك في نهاية عام 2013. فلسفتها: الاعتماد على مبادرات الأعضاء في فرانش تك نفسها، وتسليط الضوء على ما هو موجود بالفعل، وخلق تأثير كرة الثلج. إنه طموح مشترك، مدفوع من قبل الدولة ولكنه يحمل وبنى مع جميع الجهات الفاعلة في شركة فرانش تك ومشهد البدء.
تشتمل مبادرة فرانش تك أيضًا على هدف مستعرض: تعزيز تماسك الإجراءات العامة لصالح الشركات الناشئة. إنها لا تنشئ منظمة جديدة أو أداة عامة جديدة، ولكن يتم تنفيذها بواسطة فريق صغير، هو Mission فرانش تك، الذي يعمل عن كثب مع وزارة الاقتصاد والمالية الفرنسية، ووزارة الخارجية ومع المفوضية العامة للاستثمار. شركاؤها، دعائم المبادرة، هم المشغلون الوطنيون، الذين ينسقون تحت شعار «فرانش تك» أعمالهم لصالح الشركات الناشئة: Caisse des Dépôts و Bpifrance و Business France.
يعد التمويل من مبادرة فرانش تك للمسرعات (200 مليون يورو) والجاذبية الدولية (15 مليون يورو) جزءًا من برنامج «الاستثمارات من أجل المستقبل». في هذا السياق، فإن المشغل هو Caisse des Dépôts، التي تعتمد على Bpifrance للاستثمار في المعجلات وعلى Business France للاستثمارات الدولية.
تهدف شركة فرانش تك إلى توفير هوية مرئية مشتركة قوية للشركات الناشئة الفرنسية بالإضافة إلى تعزيز التبادلات التجارية بين هذه الشركات.

## تاريخي

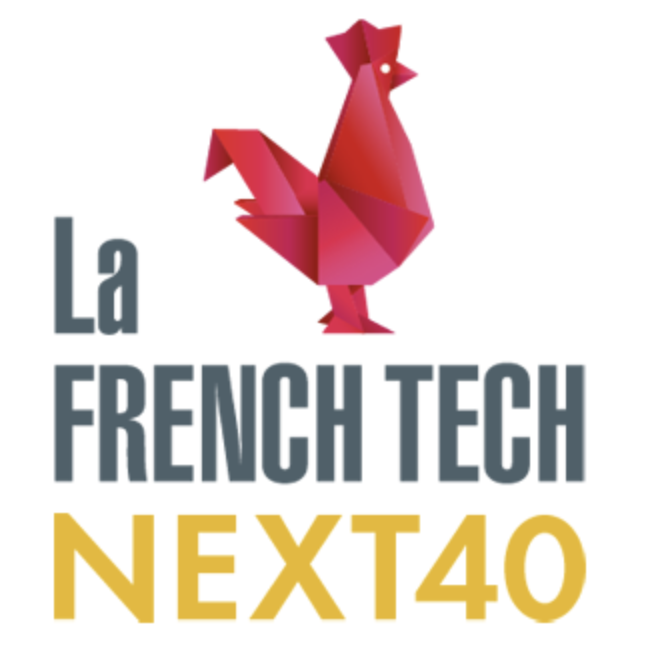
شعار فرانش تك

حصلت تسع مدن فرنسية على اعتماد فرانش تك في نوفمبر 2014 خلال الموجة الأولى من الشهادات.
فضلت مدن مثل ستراسبورغ ومولهاوس ونيس وأفينون وأنجرس وبريست وسانت إتيان الانتظار لتسجيل ترشيحاتهم في وقت لاحق في عام 2015.
في يناير 2015، أعلن وزير الشؤون الرقمية الفرنسي أكسيل لومير عن ميزانية قدرها 15 مليون يورو لتعزيز جاذبية فرانش تك في الخارج.
كما أعلن البنك العمومي للاستثمار (Bpifrance) أنه سيستثمر 200 مليون يورو في الإعانات اعتباراً من عام 2015. في عام 2012 وحده، استثمرت Bpifrance 700 مليون يورو.
كما أعلنت Axelle Lemaire عن إنشاء «فرانش تك Hubs» في المدن الدولية الكبرى مثل مونتريال ومدينة نيويورك ولندن وبرلين وبرشلونة وستوكهولم وطوكيو وسنغافورة وسيول وشانغهاي وتايبي وتل أبيب وساو باولو وفنوم بن، كيب تاون وأبيدجان وموسكو وسانتياغو. تم فتح معظمها بالفعل منذ فبراير 2014.
في عام 2016، استمرت الحركة في توسيع انتشارها الدولي، لا سيما في المعارض والمنتديات الدولية. في الولايات المتحدة الأمريكية، كانت الشركات الناشئة الفرنسية جزءًا من أكبر وفد أجنبي في معرض الالكترونيات الاستهلاكية 2016 (CES) في لاس فيجاس. تم تسجيل 190 شركة ناشئة للتكنولوجيا الفرنسية هذا العام، مع ما مجموعه 210 شركات فرنسية في الموقع. كانوا أكبر وفد أوروبي في معرض الالكترونيات الاستهلاكية 2015. في يناير 2017، كان الوفد الفرنسي أكبر وفد أجنبي مرة أخرى في معرض الالكترونيات الاستهلاكية في لاس فيغاس.
في يونيو 2017، شهد النظام الإيكولوجي الوطني للتكنولوجيا الفرنسية افتتاح أكبر حاضنة أعمال في العالم، المحطة F، في باريس. وتستضيف 1000 شركة ناشئة ضمن 34000 متر مربع في قلب المدينة.

## المدن المعتمدة
في نوفمبر 2014، تم اعتماد تسع مدن:
- إيكس مرسيليا
- بوردو
- غرونوبل
- ليل
- ليون
- مونبلييه
- نانت
- رين
- تولوز

في يونيو 2015، تم اعتماد أربعة مجالات متخصصة جديدة:
- بريست، مع شركائها لانيون وكامبار و Morlaix
- نورماندي (منطقة)، مع مدنها روان، كاين وهافري
- نيس، مع شركائها صوفيا أنتيبوليس وجراس وكان
- لورين (منطقة)، مع مدنها متز، نانسي وإبنال وتيونفيل

تضاف إلى هذه القائمة أربع مدن موضوعية:
- سان إتيان للتصميم ("Design Tech")
- أنجيه [14] للصناعة («صناعة التكنولوجيا»)
- افينيون للثقافة («ثقافة التكنولوجيا»)
- الألزاس للعلوم («ميد تيك» و «بيو تك»)

## فرانش تك والتجزئة
في 21 أكتوبر 2015، وقع ثمانية من كبار تجار التجزئة على ميثاق لتسليط الضوء على منتجات فرانش تك على أرففهم، في وزارة الاقتصاد الفرنسية مع Axelle Lemaire ، وزير الشؤون الرقمية.
من بين الذين وقعوا الميثاق هم اللاعبون الرئيسيون في قطاع البيع بالتجزئة، بما في ذلك أوشان وبولانجر وكارفور ودارتي و Fnac وإي.
وقال دانييل بروش، مدير التجارة الإلكترونية في بولانجر: «هذا الميثاق يمثل رسمًا التزامنا بدعم الابتكار التكنولوجي الفرنسي في مجال إنترنت الأشياء، على المدى الطويل». تم التوقيع على الميثاق خلال «أسبوع الأجهزة المتصلة» الوطني الذي يستمر سنويًا حتى 25 أكتوبر والذي يتم خلاله تخطيط أنشطة معينة في المتاجر في جميع أنحاء فرنسا وعلى الإنترنت باستخدام الهاشتاج #HappyFrenchTech.
في غضون الأسابيع التالية، أصدر Boulanger فقط بيانًا واضحًا بشأن تطبيقه للاتفاقية. أنشأت العلامة التجارية سوقًا مخصصًا عبر الإنترنت وتوافق على بيع عدد من المنتجات في المتاجر، مثل خوذة الواقع الافتراضي أو حلقة مفاتيح ذكية أو مصباح متصل.

## وصلات خارجية
- موقع فرانش تك
- فرانش تك ليون
- فرانش تك إيكس مارسيليا
- فرانش تك انجيه
- فرانش تك كوت دازور
- فرانش تك رين سان مالو
- فرانش تك غرونوبل
- فرانش تك نانت
- فرانش تك طوكيو
- فرانش تك مدينة نيويورك
- فرانش تك سان فرانسيسكو
- فرانش تك هونغ كونغ
- فرانش تك موسكو
- فرانش تك تايلاند
- فرانش تك - باريس
- فرانش تك تايوان
- فرانش تك كيب تاون (جنوب إفريقيا)
- فرانش تك أبيدجان (ساحل العاج)